# ルクセンダルク小紀行
『ルクセンダルク小紀行』（ルクセンダルクしょうきこう）は、Linked Horizonの1枚目のシングル。2012年8月22日にポニーキャニオンから発売された。

## 概要
ゲーム『ブレイブリーデフォルト』のBGMをボーカル曲として再構築した「彼の者の名は…」を始め、同作BGMのアレンジバージョンなどを収録。通常盤に加え、DVD同梱の初回限定盤、ブレイブリーデフォルトのゲーム本編で使用できる特典コード同梱のBRAVERY DEFAULT盤の3種類が同時発売され、それぞれ2トラック目の収録曲が異なる。
9月19日にはボーカライズを中心としたアルバム『ルクセンダルク大紀行』もリリースされている。
また、タイトルにも使用している「ルクセンダルク」は、『ブレイブリーデフォルト』の舞台となる世界の名称である。

## 収録曲

### 初回限定盤
PCCA-03644
1. 彼の者の名は… [Vocalized Version]
2. 戦いの果てに [Long Version] ※初回限定盤のみ
3. 風が吹いた日 [Piano Solo Version]
4. 希望へ向う譚詩曲 [Long Version]

「彼の者の名は… [Vocalized Version]」 のミュージックビデオを収録したDVDを同梱、「戦いの果てに [Long Version] 」は初回限定盤にのみ収録。

### 通常盤
PCCA-03645
1. 彼の者の名は… [Vocalized Version]
2. 来訪者 [Long Version] ※通常盤のみ
3. 風が吹いた日 [Piano Solo Version]
4. 希望へ向う譚詩曲 [Long Version]

「来訪者 [Long Version]」は通常盤にのみ収録。

### BRAVERY DEFAULT盤
PCCA-03646
1. 希望へ向う譚詩曲 [Long Version]
2. 彼の者の名は… [Vocalized Version]
3. 風が吹いた日 [Piano Solo Version]

『ブレイブリーデフォルト』でRevoをイメージしたリングアベル専用の着せ替えアイテムが使用できるようになるシリアルコードを同梱。

## 制作・参加メンバー
- Revo - 全作詞・作曲・編曲、ボーカル
- Joelle - ボーカル
- 勝又隆一 - キーボード
- 弦一徹 - ヴァイオリン
- 淳士 - ドラム
- 千住明 - ピアノ
- 長谷川淳 - ベース
- マーティ・フリードマン - ギター
- YUKI - ギター
- 桜庭統 - キーボード ※初回盤のみ参加
- Ken☆Ken - ドラム ※通常盤のみ参加
- 斉藤"Jake"慎吾 - ギター ※通常盤のみ参加
- 松本圭司 - キーボード ※通常盤のみ参加